# Beatrycze Koburg
Księżniczka Beatrycze, właśc. Beatrice Mary Victoria Feodore (ur. 14 kwietnia 1857 w Londynie, zm. 26 października 1944 w Balcombe) – księżniczka Zjednoczonego Królestwa z dynastii sasko-koburskiej, małżonka Henryka Battenberga.

## Życiorys

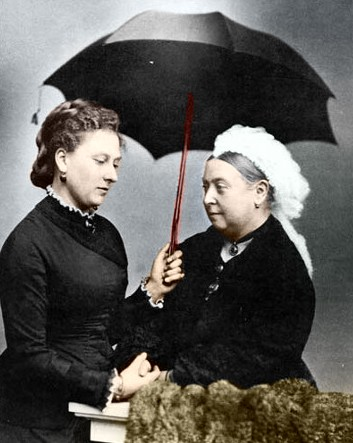
Beatrycze z matką

Księżniczka Beatrycze była najmłodszym dzieckiem królowej Wielkiej Brytanii Wiktorii i jej męża księcia Alberta.
Królowa Wiktoria nazywała swoją córkę „baby”, nawet gdy ta była już dorosła. Monarchini chciała zatrzymać przy sobie swoją najmłodszą córkę. Wiktoria przeżyła prawdziwy wstrząs, kiedy ta oznajmiła, że chce wyjść za mąż. Między matką a Beatrycze wybuchł konflikt. Przez wiele tygodni porozumiewały się ze sobą wyłącznie na piśmie.
W końcu Beatrycze dopięła swego i 23 lipca 1885 wyszła za mąż. Jej małżonkiem został książę Henryk Battenberg, wywodzący się z książąt Hesji, ale będący dzieckiem z morganatycznego małżeństwa księcia Aleksandra z Julią Hauke. W rezultacie królowa z zadowoleniem zaakceptowała ów związek, gdyż młode małżeństwo zamieszkało razem z nią i tym samym było od niej całkowicie zależne.
Beatrycze i Henryk mieli czwórkę dzieci:
- Aleksandra (1886-1960)
- Wiktorię Eugenię Julię Enę, (1887-1969), królową Hiszpanii[2]
- Leopolda Artura Ludwika, lorda Mountbatten (1889-1922)
- Maurycego Wiktora Donalda (1891-1914)

Mąż Beatrycze zmarł na malarię po jedenastu latach małżeństwa, ona sama zaś – we śnie w 1944.

## Upamiętnienie
- Matthew Dennison wydał poświęcona jej książkę The Last Princess: The Devoted Life of Queen Victoria's Youngest Daughter[4]